# Setsuko Thurlow
Setsuko Thurlow (サーロー 節子, Sārō Setsuko), née Setsuko Nakamura (中村 節子, Nakamura Setsuko) le 3 janvier 1932 à Hiroshima, est une militante du désarmement nucléaire nippo-canadienne et une hibakusha, une survivante du bombardement atomique de Hiroshima le 6 août 1945.
Elle est surtout connue à travers le monde pour son engagement auprès de la Campagne Internationale pour l'Abolition des armes Nucléaires ICAN et pour avoir délivré le discours de réception du prix Nobel de la paix de cette ONG en 2017.

## Biographie

### Enfance et études
Setsuko Thurlow est née à Hiroshima Kojin-machi (aujourd'hui quartier Minami) en 1932, benjamine d'une fratrie de 8 enfants. Elle est issue d'un milieu plutôt aisé. Ses frères et sœurs plus âgés ayant quitté le domaine familial, elle était la dernière à rester habiter avec ses parents.
En 1944, elle entre au collège de filles Hiroshima Jogakuin. Trois semaines avant la bombe, elle est sélectionnée pour participer aux programmes de mobilisation étudiante de décryptage de communications militaires américaines en tant qu'assistante junior,,.

#### Expérience de la bombe nucléaire atomique
Le 6 août 1945, elle travaille comme membre du programme de mobilisation étudiante dans les bureaux de l'armée (aujourd'hui quartier de Higashi), situés à environ 1,8 kilomètre de l'hypocentre de l'explosion.
Vers 8 h 15, elle se situe au deuxième étage de ce bâtiment en bois. Après avoir vu le flash d'une lumière blanc-bleu par la fenêtre, elle se souvient avoir flotté dans les airs (le bâtiment s'effondrant) avant de perdre connaissance. Après avoir repris ses esprits, elle entend ses camarades de classe murmurer « Mère, aide moi ! », « Dieu, aide moi ! ». Un soldat l'aide à sortir des décombres avant que le bâtiment ne prenne feu avec le reste de ses camarades à l'exception de deux autres.
« Même si nous étions le matin, il faisait nuit noire. Et tandis que nos yeux s'accoutumaient à reconnaître les choses, les objets sombres bougeant se révélèrent être des humains. C'était comme une procession de fantômes. Je dis fantômes car ils ne ressemblaient tout simplement pas à des humains. Leurs cheveux étaient hérissés, ils étaient couverts de sang et de saleté, ils étaient brûlés, noircis et enflés. Leur peau et chair pendaient, et certaines parties de leur corps manquaient. Certains tenaient leurs propres globes oculaires. Et ils s'effondraient au sol. Leur ventre éclatait et leurs intestins tombaient. [...], nous avons appris à enjamber les cadavres et nous enfuir. Au bas de la colline, il y avait un camp d'entrainement militaire de la taille de deux terrains de football, [...]. L'endroit était rempli de cadavres et de mourants, de personnes blessées. Et les gens imploraient en murmurant. Personne ne criait, juste un murmure: « De l'eau s'il-vous-plaît. De l'eau s'il-vous-plaît ». C'était leur seule force psychologique et physique restante. Nous voulions les aider, mais nous n'avions ni seau ni gobelet pour porter l'eau. [...] Donc nous sommes allées au ruisseau le plus proche, avons nettoyé notre saleté et sang, arraché nos blouses, les avons trempés dans l'eau et avons couru de retour pour les personnes mourantes. Nous avons posé nos vêtements humide sur leurs bouches, et ils suçaient désespéramment le tout.[...] C'est ainsi que la plupart des gens sont morts »

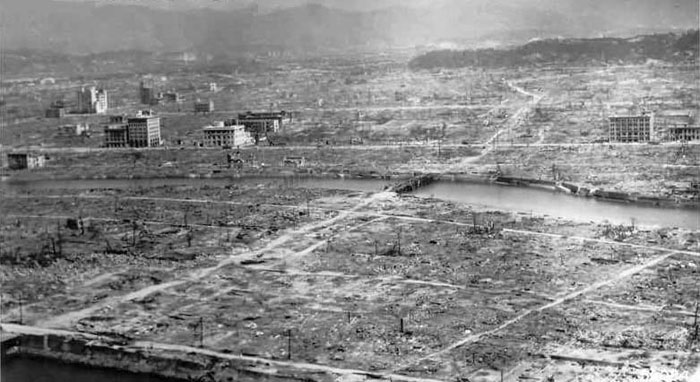
Vue aérienne d'Hiroshima après « Little Boy »

Huit membres de sa famille ainsi que 351 de ses camarades de classe et enseignants meurent pendant ou peu après l'explosion,,,.
Thurlow décrit le syndrome d'irradiation aiguë dont elle et beaucoup d'autres sont victimes dans les mois et années suivant la bombe. Elle décrit plusieurs fois que durant des mois après la bombe, elle vérifie qu'aucune tâche violette ne s'est développée sur son corps (sarcome de Kaposi). Elle raconte notamment la mort de son oncle et sa tante à la suite de ces symptômes. Comme de nombreux Hibakushas, Thurlow décrit avoir perdu ses cheveux, eu des nausées et des saignements de gencives durant des mois après l'explosion. Elle écrit également que beaucoup de ses camarades de classe ayant survécu portent des casques en cours afin de cacher leur calvitie.
Setsuko a plusieurs fois dit être chanceuse qu'elle ainsi que ses deux parents aient survécu, et qu'ils aient pu être hébergés par de la famille, contrairement à une majorité de survivants, forcés de vivre dans la rue et prendre de plein fouet les retombées radioactives. Comme beaucoup d'hibakushas, elle décrit son incapacité à ressentir quelconque émotion par rapport à l'écrasante expérience qu'elle a vécu et est seulement capable de pleurer après le typhon Makurazaki qui frappe Hiroshima plus d'un mois après la bombe. Décrivant avoir ressenti de la culpabilité face à son engourdissement émotionnel, elle déclare qu'elle ne l'a seulement compris des années plus tard en étudiant le traumatisme à l'Université.
Thurlow dénonce régulièrement les difficultés des hibakushas, incluant la presque famine, l'absence de soins médicaux, le sans-abrisme, la discrimination sociale et les souffrances causées par la commission des victimes de la bombe atomique (ABCC) dont le seul but était d'étudier les effets techniques des radiations sur les corps et non d'apporter quelconque support ou traitement. Elle dénonce les 7 ans d'occupation de l'armée américaine et leur censure, suppression et confiscations de traces (visuelles, filmiques, journaux, carnets, poèmes) des bombes nucléaires afin de limiter la compréhension du public sur les bombes nucléaires et les conséquences sur les hibakushas.
Son père meurt des conséquences dû à l'irradiation en 1954, durant sa première année d'études à l'étranger et l'année du bombardement atomique de Bikini.

#### Études
Setsuko étudie la littérature anglaise et les sciences de l'éducation à l'Université Jogakuin d'Hiroshima avant d'obtenir une bourse pour étudier aux États-Unis en 1954, où elle entreprit des études en sociologie à l'université Lynchburg en Virginie.
Elle obtient par la suite un master en travail social à l'Université de Toronto,.

### Engagement anti-nucléaire
L'engagement anti-nucléaire de Setsuko Thurlow commence après le 1er mars 1954, à la suite de l’explosion de la bombe à hydrogène au nom de code Castle Bravo dans l'atoll de Bikini dans les îles Marshall, qui disperse des retombées radioactives jusqu'au Japon,. Cette arme américaine est environ mille fois plus puissante que celle dont elle a été victime moins de dix ans auparavant. Ces événements ont lieu une semaine après l'arrivée de Thurlow aux États-Unis, sur lesquels elle s'exprime. Durant ses années d'études aux États-Unis, elle décrit avoir été victime de menaces et d'agressions liées à sa critique de l'utilisation de la bombe nucléaire par l'armée américaine, au point d'attirer l'attention du président de son université, de recevoir une protection et ne plus pouvoir se rendre en cours,,,.
Elle est membre de Nihon Hidankyo, la confédération japonaise des souffrants des bombes A et H, formée en 1956, qui s'est battue pour l'obtention de droits médicaux et de reconnaissance sociale des hibakushas.

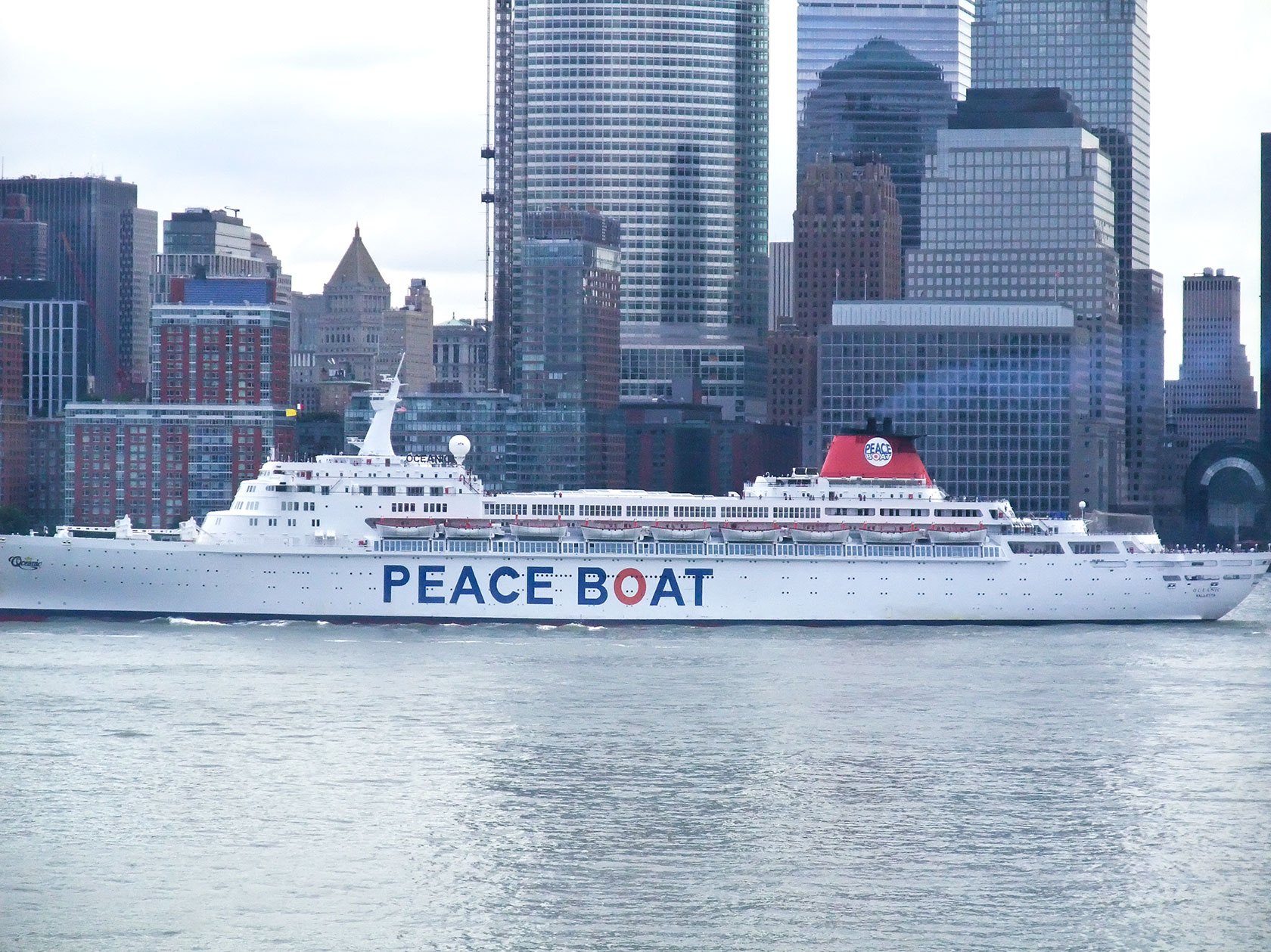
Le Peace Boat à New-York.

En 1974, profondément inquiète du fait que le public tend à oublier l'impact dévastateur des bombardements nucléaires, elle fonde la fondation activiste Hiroshima Nagasaki Relived. L'organisation mobilise universitaires, artistes, avocats et enseignants pour informer et sensibiliser le public aux conséquences de l'armement nucléaire.
Elle voyage depuis dans une douzaine de pays pour partager son témoignage de hibakusha et alerter la population de la menace existentielle des armes nucléaires, et éventuellement orienter à s'engager. Elle fait plusieurs fois partie de l'équipage du Peace Boat, une ONG japonaise promouvant le désarmement nucléaire.
Elle participe à plusieurs présentations scolaires en tant que membre du projet Histoires d'Hibakusha basé à New York, témoignant en tout devant plusieurs milliers d'élèves.
Setsuko Thurlow est également militante contre l'utilisation de l'énergie nucléaire à des fins pacifiques, considérant ses risques. Comme d'autres Hibakushas, elle a été particulièrement active en tant que critique après la catastrophe de Fukushima,.
Elle témoigne notamment devant plusieurs hautes personnalités politiques, dont le pape Jean Paul II.

#### ONU
Setsuko Thurlow témoigne et plaide plusieurs fois aux Nations-Unies, et entre autres participe à la conférence internationale de Vienne à l'agence internationale de l'énergie atomique (AIEA) sur l'impact humanitaire des armes nucléaires le 8 décembre 2014 en faveur du traité de non-prolifération nucléaire,,.
Setsuko Thurlow est un membre actif sur le raccord de l'ONU concernant le traité sur l'interdiction des armes nucléaires, mandaté en décembre 2016, et a délivré le discours de clôture du vote du traité. Elle a aussi été active jusqu'à son raccord le 7 juillet 2017.

#### ICAN et prix Nobel de la Paix
Mme Thurlow est une membre fondatrice et délivre le discours d'ouverture au lancement de la campagne internationale d'ICAN au Canada en 2007. Elle est une membre éminente et ambassadrice de la Campagne internationale pour l'abolition des armes nucléaires, qui reçoit le prix Nobel de la paix en 2017 « pour son travail à attirer l'attention sur les conséquences humanitaires catastrophiques de quelque usage d'arme nucléaire qu'il soit et ses efforts révolutionnaires afin d'arriver à un traité pour la prohibition de telles armes ». Thurlow accepte le prix au nom de l'ICAN à Oslo le 10 décembre 2017 avec Beatrice Fihn, directrice exécutive de ICAN,,.

Logo de ICAN.

Durant son discours de réception, elle déclare, faisant référence au moment où elle s'est retrouvée enterrée sous les décombres et son secours par le soldat : « Je me savais condamnée. […] quand soudain quelqu'un secoua mon épaule gauche par derrière, l'homme disant: « Ne lâche rien! Continue à pousser! Continue à taper! Tu vois, le soleil pourrait passer par cette ouverture! Rampe vers lui aussi vite que tu le peux ». […] Notre lumière maintenant est le traité de prohibition. A tous ceux dans ce hall et écoutant à travers le monde, je répète ces mots que j'ai entendus à mon adresse dans les ruines d'Hiroshima : « Ne lâche rien! Continue à pousser ! Tu vois la lumière? Rampe vers elle ». Qu'importe les obstacles auxquels nous ferons face, nous continueront à bouger et à pousser et partager cette lumière avec les autres. C'est notre passion et engagement pour notre unique et précieux monde pour survivre. »

### Vie privée
Setsuko Thurlow épouse en 1950 un historien et enseignant d'histoire canadien, Jim Thurlow, qu'elle a rencontré au Japon. Elle s'installe avec lui en 1955 au Canada à une époque où l'immigration des asiatiques y est interdite sauf pour la famille. En 1957, la famille part vivre au Japon pour un projet social à Hokkaïdo, pour revenir à Toronto en 1962. Elle y sert en tant que travailleuse sociale dans les secteurs de l'éducation et de la santé.
Jusqu'à sa mort en 2011, son époux prend part à ses activités anti-nucléaires et l'aide notamment à organiser des groupes et conférences pour la cause. Ils ont deux enfants ainsi que deux petits-enfants.

## Prix et distinctions
- 2007 : Officière de l'Ordre du Canada pour « contribution exceptionnelle au travail social et aux efforts pour éliminer les armes nucléaires »[24]
- 2012 : Queen Elizabeth II Diamond Jubilee Award[25]
- 2014 : Ambassadrice de la Paix par la ville de Hiroshima[26],[27]
- 2015 : Arms control person of the year par la Arms Control Association[28]
- 2016 : Prix Arms Control Person of the Year par ICAN
- Membre du conseil de la Nuclear Age Peace Foundation[29]
- 2017 : Ahmadiyya Muslim Peace Prize pour l'année 2016[30]
- 2017 : Prix Nobel de la paix avec ICAN[19]
- 2019 : Docteur honoris causa en droit, Université de Toronto[31]